# بارابروتين

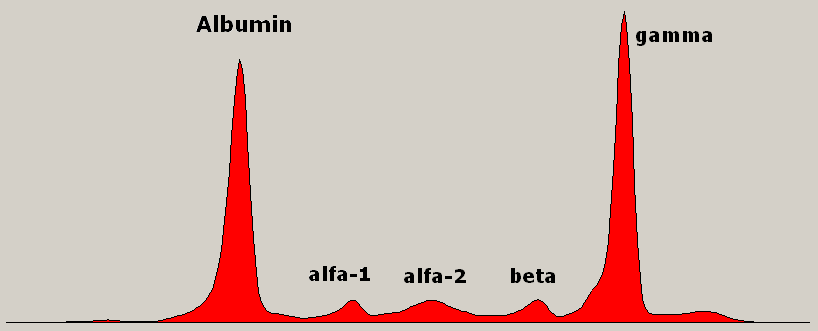
رَحَلاَنُ بروتينات المصل يظهر البارابروتين في مريض مصاب ورم نقوي متعدد

البارابروتين عبارة عن جسم مضاد يفرز بكميات كبيرة بواسطة تكاثر خلايا البلازما. يرتبط التعرف على البارابروتين في البول والدم بمرض يسمى مونوكلونال قامابثي غير محدد الأهمية بالإنجليزية :اعتلال جامائي أحادي النسلية ذو الخطورة غير المحددة وأيضا تظهر في حالات الورم نقوي متعدد. وجود كمية كبيرة في الدم منه تسمى ب بارابروتنيميا بالإنجليزية :وجود البارابروتين في الدم ‏.
السلسلة الخفيفة من المونوكلونال تسمى ب بينس -جونز بروتين بنس جونس

## التاريخ
هذا المفهوم والمصطلح تم تقديمه بواسطة كيرت kurt وهواخصائي أمراض.
اكتشاف البارابروتين ساهم في لإنتاج الأجسام المضادة المونوكلونال بالإنجليزية :ضد وحيد النسيلة في عام 1975.

## وصلات خارجية
- Paraproteins في المكتبة الوطنية الأمريكية للطب نظام فهرسة المواضيع الطبية (MeSH).

- Educational Resource for Paraproteins
- Paraprotein typing